# Seija
Seija ist ein weiblicher Vorname.

## Herkunft und Bedeutung
Der Name ist abgeleitet vom finnischen seijas, was ruhig/gelassen bedeutet.

## Bekannte Namensträgerinnen
- Seija Ballhaus (* 2000), deutsche Judoka
- Seija Hyytiäinen, finnische Biathletin
- Seija Simola (1944–2017), finnische Sängerin